# Icon & The Black Roses
Icon & The Black Roses — португальская готик-метал-группа.

## История
Группа была образована в 1999 году вокалистом Джонни Айконом, и называлась «Blue Obsession». Позже группа сменила название сначала на «Icon», а затем — на «Icon & The Black Roses». Записав демо, EP и дебютный альбом, группа в 2005 году распалась. Воссоединившись в 2011 году, Айкон и Роуз с новым составом начали работу над вторым альбомом, который вышел в 2013 году
. В это же время одна из песен группы входит в саундтрек игры «Rock Band 3».
Музыкальные критики часто отмечают сходство большинства песен с творчеством финской группы «HIM».

## Состав

### Действующий
- Джонни Айкон — вокал, гитара (1999—2005, с 2011)
- Шон Роуз — бас-гитара (2000—2005, с 2011)
- Люсьен Йорг — гитара (с 2011)
- Антонио Эгат — клавишные (с 2011)
- Джакс Кэйрн — ударные (с 2011)

### Бывшие участники
- Дэвид Сильва — ударные (1999—2000)
- Луис Рамос — клавишные (1999—2001)
- Ана Миранда — бэк-вокал (1999—2001)
- Себастьян Нуар — гитара (2000—2005)
- Адам Нокс — клавишные (2002—2005)
- Майк Торн — ударные (2000—2005)

## Дискография

### Студийные альбомы
1. Icon & The Black Roses (2004, Dark Wings/SPV)[8]
2. Thorns (2013)

### Демо, синглы, EP
- 4 Winter Songs (demo, 2001)
- Lágrima (EP, 2003)